# Wilhelm Ganslandt
Wilhelm Ganslandt (* 27. Dezember 1800 in Lübeck; † 26. November 1867 ebenda) war Kaufmann und Lübecker Ratsherr.

## Leben
Wilhelm Ganslandt war Sohn des Lübecker Ratsherren Röttger Ganslandt. Er führte das Familiengeschäft unter Firma Wwe. Ganslandt & Goetze fort. 1828 wurde er Mitglied der Kaufleutekompagnie und 1833 deren Ältermann. Ganslandt wurde 1840 Ratsherr in Lübeck, trat aber 1844 wegen eines Nervenleidens wieder aus.
Schon Senator, ehelichte er 1842 Thekla von Evers und wurde so Schwiegersohn des Lübecker Bürgermeisters Christian Nicolaus von Evers. Damit entstand die nach dem Bürgerrezess von 1669 unhaltbare Situation, das Schwiegervater und Schwiegersohn gleichzeitig Mitglieder des Rates der Stadt Lübeck waren. Bis zum Austritt Ganslandt aus dem Rat aus gesundheitlichen Gründen blieben jedoch beide Ratsmitglieder. Nach Fehling wurde dazu in den Lübecker Akten vermerkt, dass Ganslandt der Kaufleutekompagnie angehöre, während von Evers Mitglied der Zirkelgesellschaft sei, „auf deren Mitglieder die Bestimmungen des Rezesses zufolge kaiserlicher Privilegien nicht anwendbar seien.“
Sein jüngerer Bruder Conrad Ganslandt wurde als Kaufmann Mitglied der Lübecker Bürgerschaft.